# Alexandre Marcel

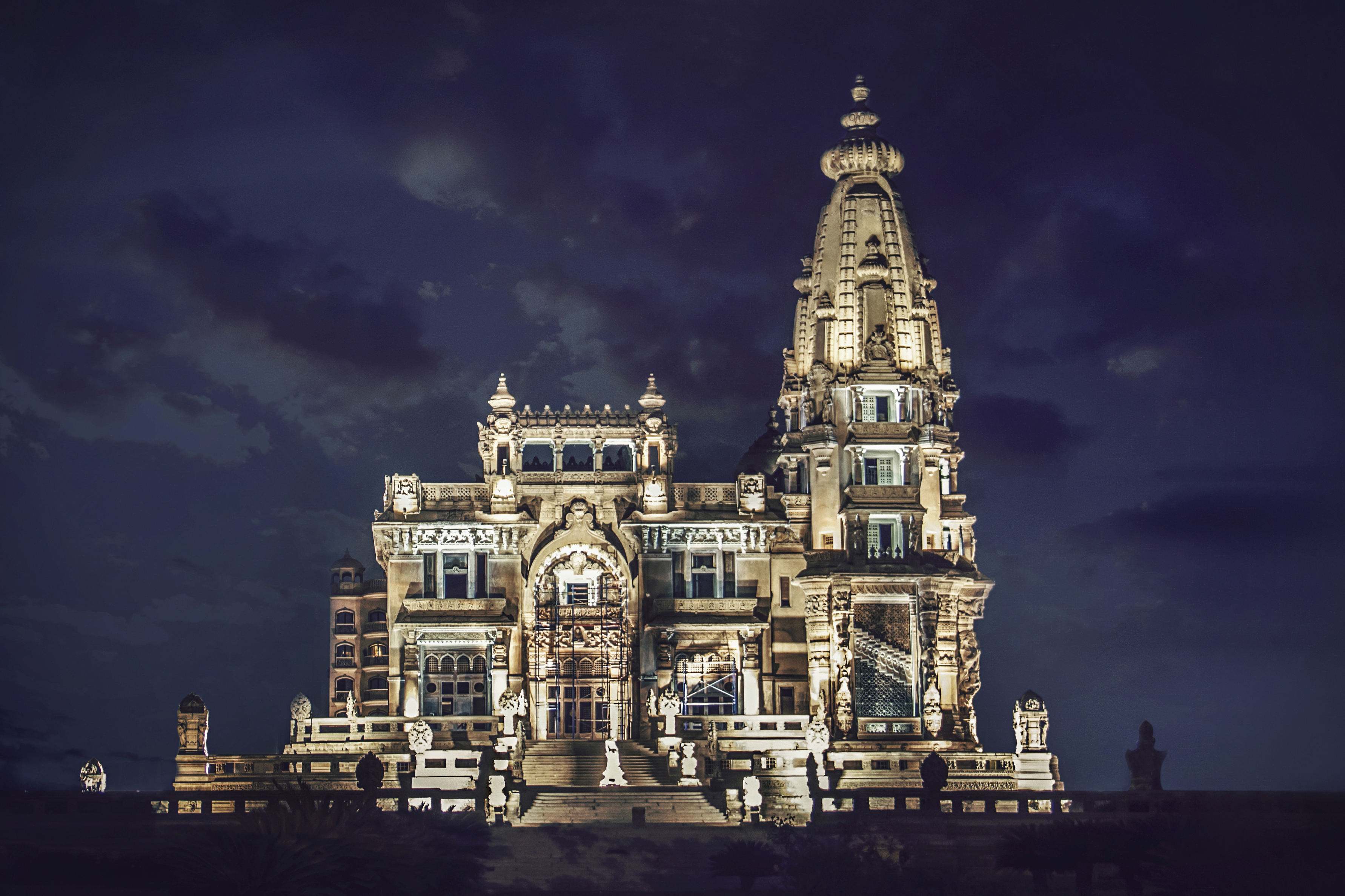
Palazzo del Barone Empain, Heliopolis

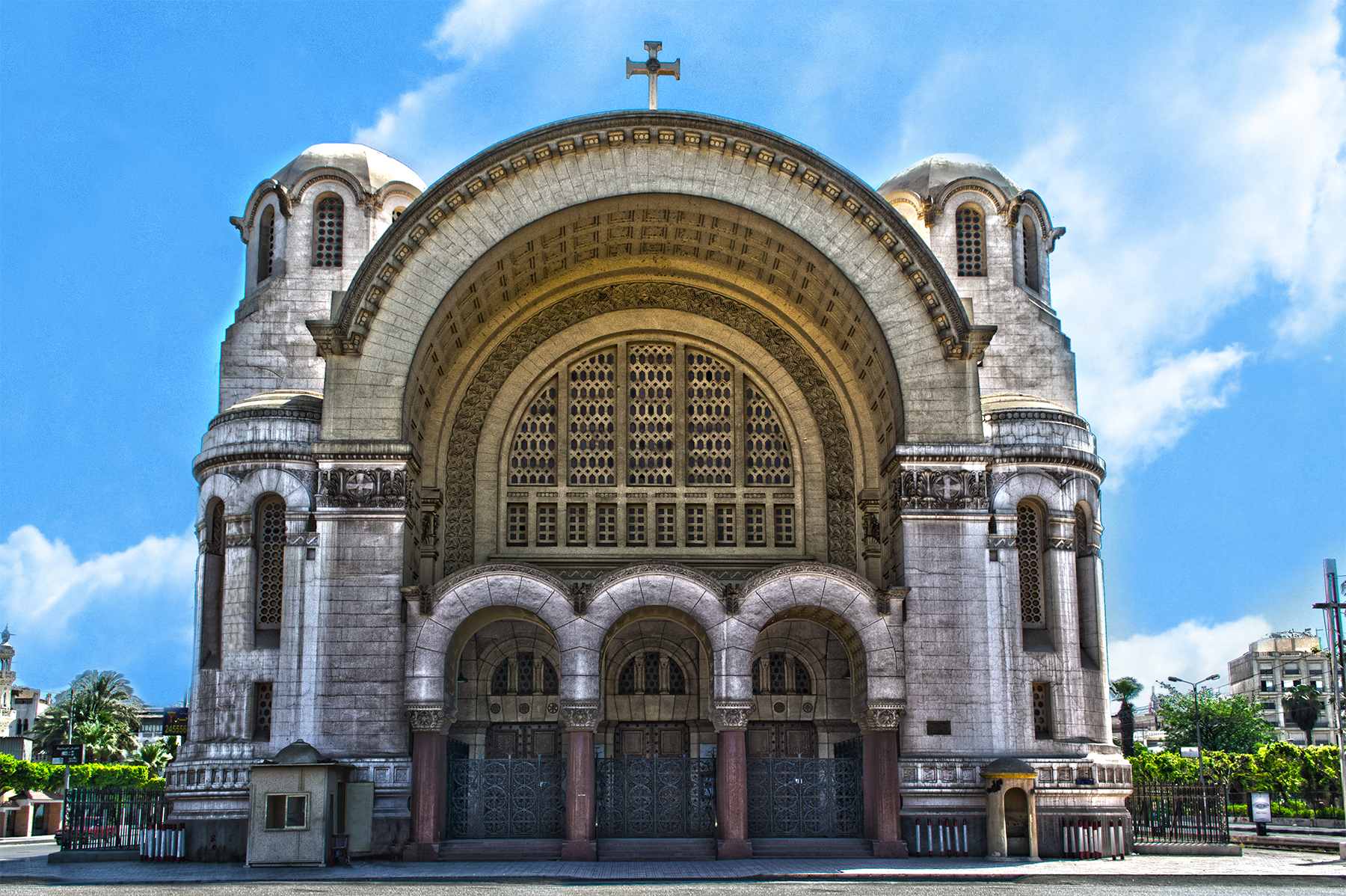
Basilica di Nostra Signora, Heliopolis

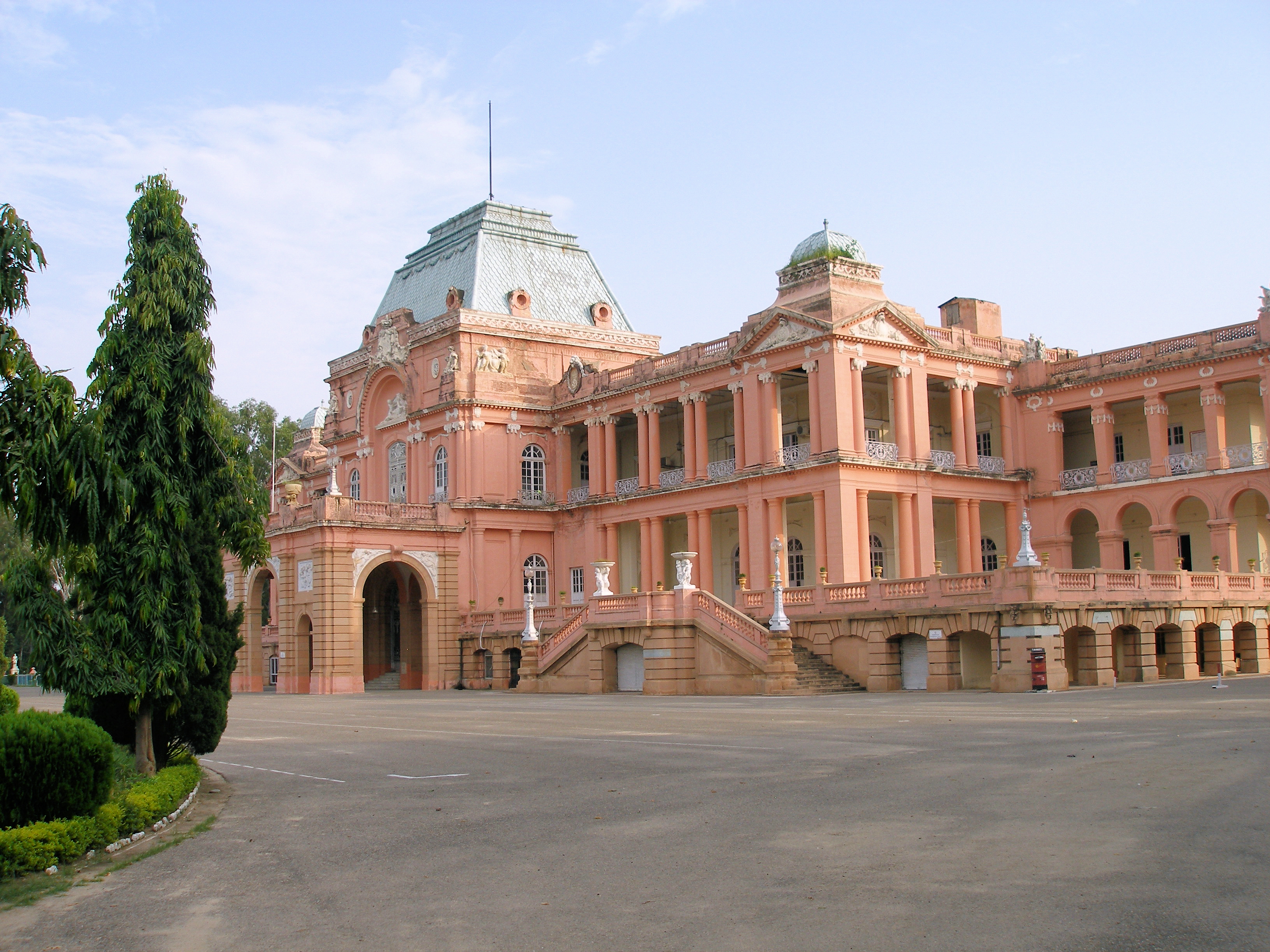
Palazzo di Jagatjit, Kapurthala

Alexandre Marcel (Parigi, 11 settembre 1860 – Parigi, 30 giugno 1928) è stato un architetto francese.

## Biografia
Alexandre si è iscrisse presso la École nationale supérieure des beaux-arts nel 1877 per poi frequentare lo studio dell'architetto Louis-Jules André. 
Con il tempo si è appassionato di architettura giapponese, nel 1896 realizzò una sala con decorazioni giapponesi destinato al direttore del Le Bon Marché, poi diventato, nel 1931, il cinema La Pagode. Dopo essere stato designer del padiglione della Spagna e della Cambogia durante l'Esposizione universale del 1900, ha contribuito alla realizzazione delle decorazioni del Parco orientale di Maulévrier, riconosciuto come il più grande parco di ispirazione giapponese in Europa.
Nel 1906 gli è stato incaricato dal Marajah Jagatjit Singh di realizzare per lui un palazzo in stile francese e ispirato alle opere di André Le Nôtre. E più tardi gli venne commissionata dall'imprenditore belga Édouard Louis Joseph Empain la progettazione di vari edifici, insieme a Ernest Jaspar, per l'allora, nuovo sobborgo di Heliopolis, in Egitto. 
Il Palazzo di el-Orouba, sede dell'allora Heliopolis Palace Hotel, vantato come il più lussuoso hotel d'Africa e del Medio Oriente, il Palazzo del Barone Empain in stile indiano e infine la Basilica di Nostra Signora, ispirata alla Basilica di Santa Sofia.
Nel 1913 si recò in Giappone per progettare la nuova ambasciata francese, ma iniziata la guerra, ciò non poteva più essere svolto. Morì quindi, all'età di 67 anni, 2 giorni dopo l'inaugurazione della sua ultima opera, il memoriale dei caduti della Squadriglia Lafayette situato nel Parco di Saint-Cloud, a Parigi.  

## Progetti
- Hippodrome Wellington, Ostenda, 1883
- La Pagode, Parigi, 1896
- Decorazione del Parco orientale di Maulévrier, Maulévrier, 1899–1913
- Torre giapponese nel Castello di Laeken, Laeken, 1904
- Palazzo di Jagatjit, Kapurthala, 1906
- Palazzo di el-Orouba, Heliopolis, 1910
- Palazzo del Barone Empain, Heliopolis, 1911
- Basilica di Nostra Signora, Heliopolis, 1913
- Castello di Enghien, Enghien, 1913
- Memoriale dei caduti della Squadriglia Lafayette, Parigi, 1928